# دکتر فو مانچو اسرارآمیز
دکتر فو مانچو اسرارآمیز (انگلیسی: The Mysterious Dr. Fu Manchu) فیلمی در ژانر درام به کارگردانی رولند وی. لی محصول سال ۱۹۲۹ کشور ایالات متحده آمریکا است.

## بازیگران
- وارنر اولاند در نقش Dr. Fu Manchu
- نیل همیلتون در نقش Dr. Jack Petrie
- جین آرتور در نقش Lia Eltham
- O. P. Heggie در نقش Inspector Nayland Smith
- ویلیام آستین در نقش Sylvester Wadsworth
- کلاد کینگ در نقش Sir John Petrie
- چارلز ای. استیونسون در نقش General Petrie
- Evelyn Selbie در نقش Fai Lu
- نوبل جانسون در نقش Li Po
- Laska Winter در نقش Fu Mela
- وانگ چونگ در نقش Chinese Official (در عنوان‌بندی نیامده)
- Lawford Davidson در نقش Clarkson (در عنوان‌بندی نیامده)
- Chappell Dossett در نقش Reverend Mr. Eltham (در عنوان‌بندی نیامده)
- چارلز گبلین در نقش Weymouth (در عنوان‌بندی نیامده)
- دونالد مک‌کنزی در نقش Trent (در عنوان‌بندی نیامده)
- تالی مارشال در نقش Chinese Ambassador (در عنوان‌بندی نیامده)
- اولین میلز در نقش Little Girl (در عنوان‌بندی نیامده)
- ویلیام جی. اوبرایان در نقش Servant (در عنوان‌بندی نیامده)
- چارلز استیونس در نقش Singh (در عنوان‌بندی نیامده)
- USC Trojan Marching Band در نقش Marching Band (در عنوان‌بندی نیامده)